# کروتامیتون
کروتامیتون (به انگلیسی: Crotamiton)دارویی است که برای درمان گال و درمان خارش استفاده می‌شود.
رده درمانی: عوامل موضعی پوستی
اشکال دارویی: پماد

## مکانیسم اثر
مکانیسم ضد خارش آن ناشناخته است ولی اثر آن عمومی است و کانال یونی TRPV4 را مهار می‌کند.
کروتامیتون برای مایت (انگل جرب) توکسیک است.

## عوارض جانبی
واکنشهای آلرژیک، تحریک و التهاب پوستی .